# Maddington, England
Maddington är en ort i civil parish Shrewton, i distriktet Wiltshire, i grevskapet Wiltshire, i England. Maddington var en civil parish fram till 1934 när blev den en del av Shrewton. Civil parish hade 329 invånare år 1931. Byn nämndes i Domedagsboken (Domesday Book) år 1086, och kallades då Wintreburne.